# Howea belmoreana
Howea belmoreana, kèntia o quència, és una espècie de la família de les arecàcies (Arecaceae).
És una espècie endèmica de l'Illa Lord Howe, (Austràlia). Probablement té un ancestre comú amb Howea forsteriana.
És una de les palmeres més esveltes en el seu estat adult, amb un tronc que pot arribar a fer 8 metres, sovint amb la base inflada, de 16 cm de gruix. En els exemplars joves la part alta del tronc és verd i la baixa d'aspecte grisenc. Les seves fulles són pinnades i els seus pecíols inermes ascendeixen i s'arquegen des de la seva arrencada. Els pecíols tenen un feix bastant pla, però cap amunt es fa aquillat. Les fulles fan fins a uns tres metres de llargada i estan compostes per uns 40 parells de folíols de fins a uns 60 cm de llarg i uns 4 0 5 cm d'ample que tenen un color verd més fosc pel feix que pel revers. La inflorescència de fins a 1 m de llarg aproximadament, i fruits d'uns 3 cm, que són globosos i arrodonits de color groc verdós.

## Taxonomia
Howea belmoreana va ser descrita per (C.Moore i F.Muell.) Becc. i publicat a Transactions and Proceedings of the New Zealand Institute 49: 129, a l'any 1916 [1917].
Etimologia
Howea: nom genèric nomenat pel lloc d'on són originàries a l'illa Lord Howe, que va ser nomenada per Lord Richard Howe (1726–1799).
belmoreana: epítet
Sinonímia
- Grisebachia belmoreana (C.Moore & F.Muell.) H.Wendl. & Drude
- Kentia belmoreana C.Moore & F.Muell.[7]